# 帝王韻紀
『帝王韻紀』（ていおういんき、チェワンウンギ、朝鮮語: 제왕운기）は、高麗時代の学者であった李承休が、忠烈王13年（1287年）に、高麗と中国の歴史を詩の形で書いた歴史書。上・下2巻で出版され、檀君から高麗の忠烈王までの歴史を記述した。恭愍王9年（1360年）と、李氏朝鮮の太宗13年（1413年）にそれぞれ再刊された。今日流布している本は、この太宗の時代の刊本を翻刻したものである。
江原道三陟市未老面の內未老里（내미로리）にある頭陀山（ドゥタ山）の麓の天恩寺（천은사）で書かれたことが知られている。

## 構成
『帝王韻紀』は、上・下2巻から成り、上巻は中国の盤古から金国までの歴代史跡を264句の「七言詩」とし、下巻は朝鮮の歴史をさらに1部と2部に分けて、詩に詠み、注記をつけている。第1部には地理記と前朝鮮・古朝鮮・漢四郡・三韓・新羅・高句麗・百済・渤海と後三国を264句1,460字の七言詩で記述しており、 2部は高麗の開基から忠烈王までを「五言詩」で記録している。第1部にある檀君朝鮮についての記録は、『三国遺事』とともに最も古い記録であり、渤海史を朝鮮史として認識した最初の歴史書である。

## 編纂と出版
『帝王韻紀』の編纂目的は、高麗と西土（＝中国）との地理的・文化的な違いの強調により、高麗人は漢族と区別される独自性・自主性・主体性を持つ優秀な文化民族であると国民各自に自覚させ、モンゴル（モンゴル族）の政治的干渉に対抗する精神的支柱とするためのものであったとされている。
この本は、中国史と韓国史を各巻に分離して、朝鮮民族が檀君を始祖とする単一民族であることを示し、当時まで神話として伝承されていた檀君神話を韓国史の体系に編入した。また渤海を高句麗の継承国として初めて認め、満洲一帯も高麗の領域であったことを歴史的に考証することで、領土回復の意志を暗示している。
巻末には、鄭玿（정소）が書いた跋と後題があり、それによれば、上巻は李承休が生存していた元貞年間（1295年 - 1296年）に晋州で最初に刊行されたことが分かる。

### 現存する本
現存する『帝王韻紀』としては、次の3件が知られており、いずれも大韓民国指定宝物となっている（なお、文化財指定番号は2021年11月19日文化財庁告示により廃止されている）。
- 郭英大所蔵本：宝物第418号
  - 1965年に宝物に指定された、現存本でも最古とされる本であり、李承休が忠烈王に奉じるために書いた「進帝王韻紀」がある。
- 東国大学校所蔵本：宝物第895号
  - 1986年に宝物に指定された。
- 三省出版博物館（朝鮮語版）所蔵本：宝物第1091号
  - 1991年に宝物に指定された。

### 東国大学校本
この本は高麗の恭愍王9年（1360年）に慶州で重刊として印刷されたものと考えられており、高麗末から朝鮮初期に破砕されたとされる。
この本は巻上の第18章、巻下の第6・7・8・16章が欠落しており、その部分を筆書きで補っているが、郭英大（곽영대）所蔵本（宝第418号）と印刷状態が完全に一致し、跋文と後題がすべて揃っており、書誌学的に非常に貴重な資料と評価されている。